# Dirk Niepelt
Dirk Niepelt (* 27. März 1969 in Konstanz) ist ein deutscher Ökonom. Er lebt und lehrt in der Schweiz.
Niepelt studierte an der Universität St. Gallen (lic. oec. und Dr. oec., 1997), arbeitete an den Instituten FEW in St. Gallen und KOF der ETH Zürich und bei der Europäischen Zentralbank (EZB). 2000 promovierte er am Massachusetts Institute of Technology (MIT). Er arbeitete als Assistenzprofessor am IIES der Universität Stockholm.
Er war von 2010 bis 2022 Direktor des Studienzentrums Gerzensee der Schweizerischen Nationalbank und ist Professor an der Universität Bern, Research Fellow am Centre for Economic Policy Research (CEPR) in London, Mitglied des Forschungsnetzwerks CESifo Group Munich und Mitglied im Makroökonomischen Ausschuss des Vereins für Socialpolitik. Er war aktiv im Vorstand der Schweizerischen Gesellschaft für Volkswirtschaft und Statistik. Als Gastprofessor lehrte er unter anderem an der Universität Lausanne und am Institute for International Economic Studies (IIES) der Universität Stockholm.
Seine Forschungsinteressen liegen in den Bereichen Makroökonomie, Internationale Finanzen (International Finance), politische Ökonomie und Finanzwissenschaften. Er publiziert und tritt auf, in verschiedenen nicht nur fachlichen Medien – u. a. Finanz und Wirtschaft, NZZ, SRF.

## Schriften
- mit Ernst Baltensperger, Boris Zürcher (Hrsg.): Wirtschaftspolitik nach der Krise (Economic Policy After the Crisis). SZ Gerzensee, Gerzensee 2010, ISBN 978-3-9523361-2-0.
- Die Vollgeldinitiative und eine Alternative. In: Thomas Moser, Carlos Lenz, Dirk Niepelt, Marcel Savioz (Hrsg.): Monetary Economic Issues Today. Festschrift zu Ehren von Ernst Baltensperger. Orell Füssli, Zürich 2018, ISBN 978-3-280-09046-6, S. 175–190.